# 索維托起義
索維托起義（Hector pieterson）是於1976年6月16日由南非黑人城镇索韋托的黑人青年發起的一系列反对南非国民党及其种族隔离政策的起義，惟此場起義最後被白人軍警開槍鎮壓。事件在數日內迅速蔓延至其他小鎮，持續至1977年才得以平息。第一周既有160人遇害，事件造成共500人被殺害。

## 起义原因
黑人被歧視及种族隔离。最主要的是南非政府与同年强制推行南非荷兰语教育，规定在基础教育中起码有50%以上使用荷兰语教育，但事实上在南非使用南非荷兰语的仅仅远没有50%，主要原因是由于代表由南非国民党执政

## 影響
索維托起義和其他南非的屠殺所造成的流血事件，引起國際社會的關注，因而引發對南非的制裁措施，迫使南非結束其種族隔離政策。

## 照片

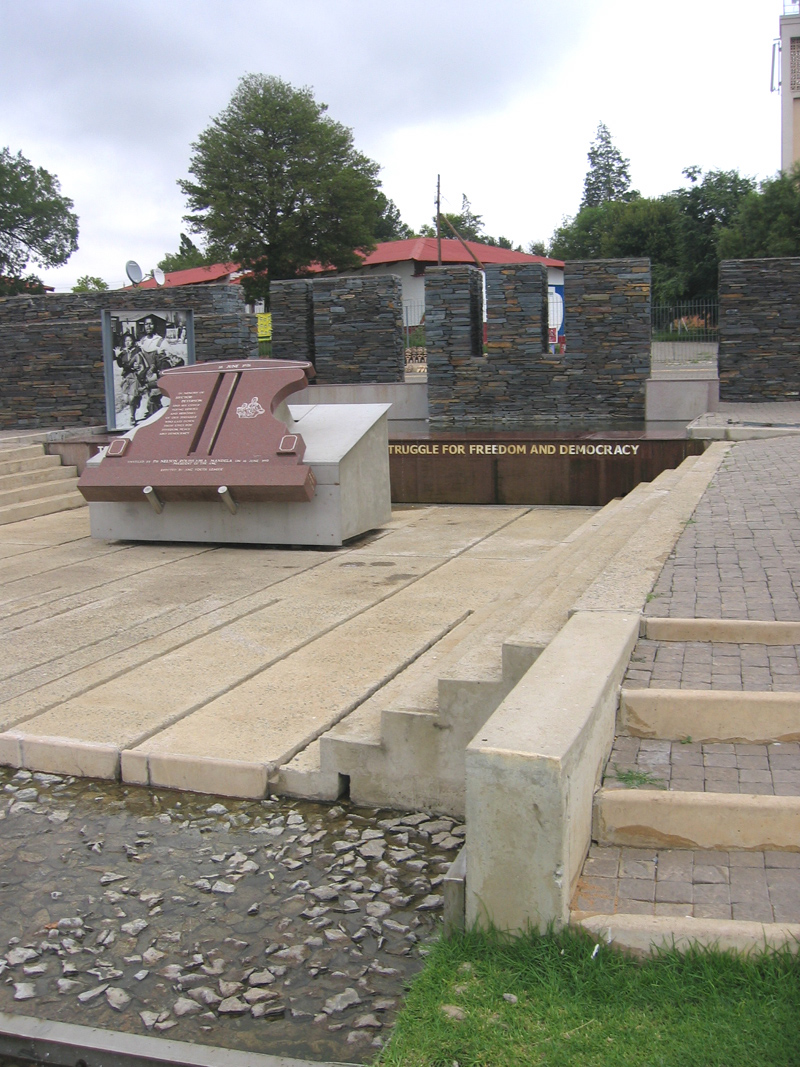
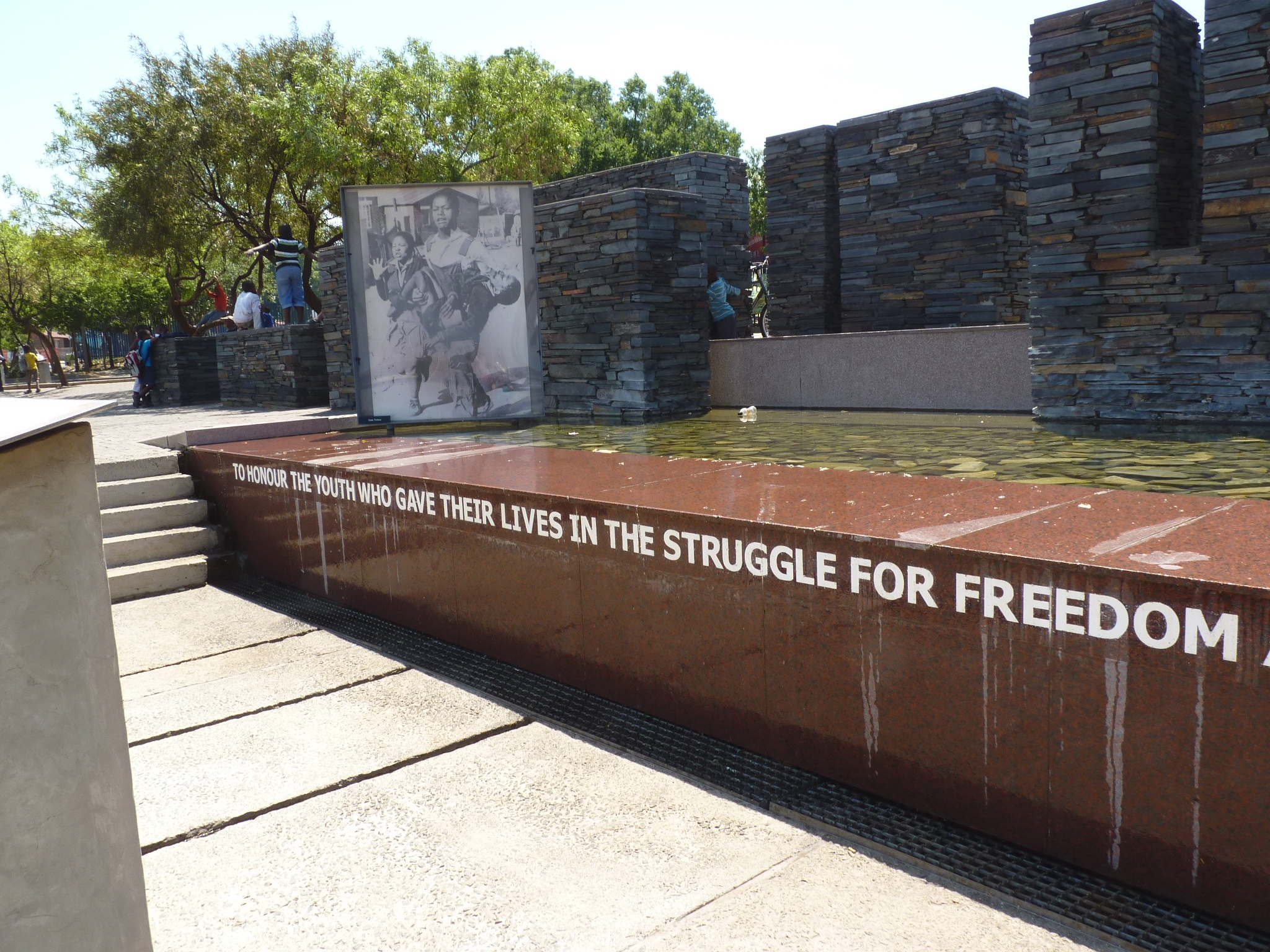
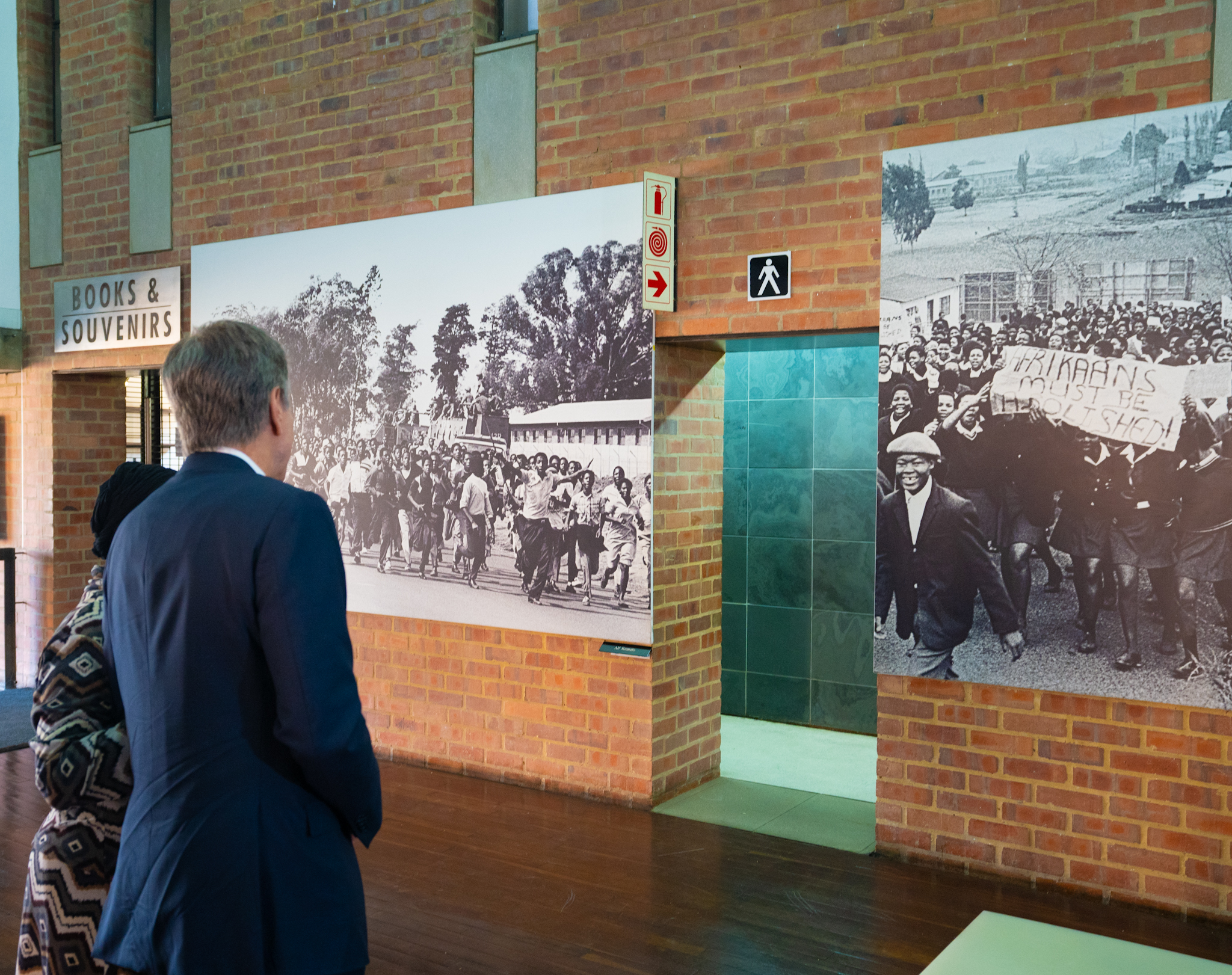